# Nectandra utilis
Nectandra utilis es una especie de fanerógama en la familia de Lauraceae. 
Es endémica de Perú. Está amenazada por pérdida de hábitat. Hay subcolecciones en el Parque nacional del Río Abiseo. Otras dos subpoblaciones han sido halladas en la cuenca del Utcubamba. Son bosques montanos altos sujetos a fuerte deforestación, y por incendios intencionales. Y más amenazados por ser una sp. maderable.

## Fuente
- World Conservation Monitoring Centre 1998. Nectandra utilis. 2006 IUCN Lista Roja de Especies Amenazadas; 22 de agosto de 2007

- Datos: Q1334154